# Anna Karenina
Anna Karenina (Анна Каренина), ou Ana Karênina, em algumas traduções (Anna Karénina, na transliteração direta para o alfabeto latino), ou Anna Kariênina, conforme a edição mais recente em língua portuguesa (publicada no Brasil pela editora Cosac & Naify, em 2010), é um romance do escritor russo Liev Tolstói. A história começou a ser publicada por meio da revista Ruskii Véstnik (O mensageiro russo), entre janeiro de 1875 e abril de 1877, mas seu final não chegou a ser publicado nela por motivos de desacordo entre Tolstói e e o seu editor, Mikhaíl Katkov, sobre o final do romance. Portanto, a primeira edição completa do texto apareceu em forma de livro ainda em 1877.
É uma das obras mais destacadas do realismo literário. Para Tolstói, foi o seu primeiro verdadeiro romance, e considera sua obra Guerra e Paz como mais que um romance. O escritor Fiódor Dostoiévski considera o Anna Karenina como "impecável como obra de arte", opinião compartilhada também por Vladimir Nabokov que a considera como "a impecável mágica do estilo de Tolstói" e por William Faulkner que considera o romance como "o melhor já escrito". O romance continua entre as mais populares da história, como demonstrado por uma enquete com 125 autores contemporâneos feita por J. Peder Zane, em 2007, e publicada na revista Time, que declarou que Anna Karenina é o maior romance já escrito." ED. PORT.: Anna Karenina ; postfacio de Vladimir Nabokov. LISBOA , Relogio d'Agua editora.

## Personagens principais

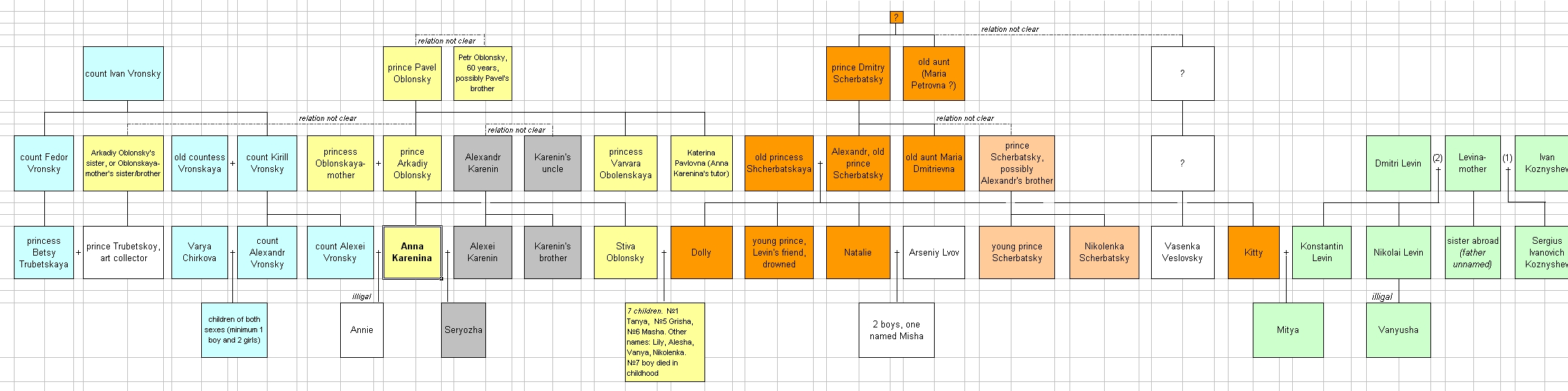
Árvore familiar de Anna Karenina, em inglês

- Anna Arkadyevna Karenina (Анна Аркадьевна Каренина): Irmã de Stepan Oblonsky, esposa de Karenin e amante de Vronsky.
- Conde Alexei Kirillovich Vronsky (Aлекceй Kиpиллoвич Bpoнcкий): Amante de Anna, oficial de cavalaria.
- Príncipe Stepan "Stiva" Arkadyevich Oblonsky (Cтeпaн "Cтивa" Aркaдьевич Oблoнский): um servidor civil e irmão de Anna. Também conhecido pelo apelido de Steve.  Tem 34 anos.
- Princesa Darya "Dolly" Alexandrovna Oblonskaya (Дарья "Дoлли" Aлeксaндрoвна Oблoнскaя): Esposa de Stepan, 33 anos.
- Conde Alexei Alexandrovich Karenin: servidor público há vinte anos e esposo de Anna.
- Konstantin "Kostya" Dmitrievich Levin: Pretendente de Kitty, velho amigo de Stiva, proprietário de terras, 32.
- Nikolai Dmitrievich Levin: Irmão mais velho de Konstantin, um alcoólatra incontrolado.
- Sergius (Sergey) Ivanovich Koznyshev: Meio irmão de Konstantin, escritor, 40.
- Princesa Ekaterina "Kitty" Alexandrovna Shcherbatskaya: Irmã mais nova de Dolly e posteriormente esposa de Levin, 18.
- Princesa Elizaveta "Betsy": Amiga rica de Anna, representante imoral da sociedade e prima de Vronsky.
- Condessa Lidia Ivanovna: Líder de um círculo da alta sociedade que inclui Karenin, contrária a Princesa Betsy e seu círculo. Mantem um interesse no místico e no espiritual.
- Condessa Vronskaya: Mãe de Vronsky.
- Sergei "Seryozha" Alexeyich Karenin: Filho de Anna e do Alexey Karenin.
- Anna "Annie": Filha de Anna e Alexey Vronsky.

## Sinopse
A trama gira em torno do caso extra-conjugal da personagem que dá título à obra, uma aristocrata da Rússia Czarista que, a despeito de parecer ter tudo (beleza, riqueza, popularidade e um filho amado), sente-se vazia até encontrar o impetuoso oficial Conde Vronsky, com quem inicia um caso amoroso. A história começa com Anna chegando à casa do seu irmão, Stepan, que está em uma situação difícil com sua esposa, Dolly, e Anna trata de intervir na situação, que de alguma forma é um reflexo da sua própria situação.
O oficial Vronsky está disposto a se casar com Anna Karenina assim que ela se divorcie do seu esposo Alexey Karenin, um alto servidor público, mas ela é vulnerável às pressões da sociedade russa, a suas próprias inseguranças e à indecisão de Karenin. Ainda que ela e Vronsky fujam para a Itália, eles encontram dificuldade em fazer amigos. De volta à Rússia, ela se torna cada vez mais ansiosa e isolada, enquanto Vronsky continua mantendo uma vida social. Apesar das reafirmações de Vronsky, ela se torna cada vez mais possessiva e paranóica sobre a infidelidade de seu amante, chegando a ficar fora de controle.
Paralelamente acompanhamos a história de Konstantin Levin, um proprietário de terra que possui o desejo de se casar com Kitty, irmã de Dolly, chegando a propor casamento duas vezes, até ela aceitar. O romance detalha as dificuldades de Levin em lidar com seu patrimônio, seu eventual casamento e suas questões pessoais até o nascimento do seu filho.

## Resumo de enredo
O romance está dividido em oito partes. Sua epígrafe é "Minha é a vingança; eu recompensarei", texto contido em Romanos 12:19, que é citado também em Deuteronômio 32:25. 
O romance começa com uma das suas frases mais citadas e um dos começos mais conhecidos da literatura universal: 
| “ | Todas as famílias felizes são iguais. As infelizes o são cada uma à sua maneira | ” |

### Parte 1

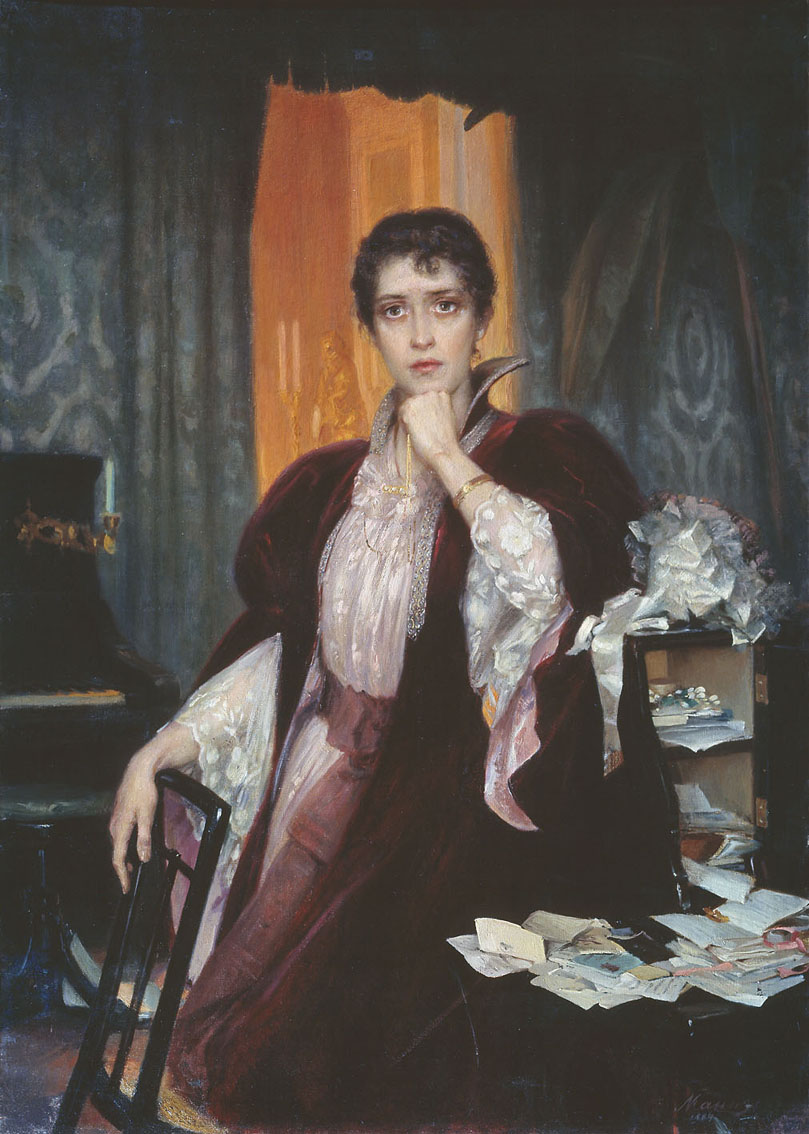
Anna Karenina por H.H. Manizer

A cena inicial nos introduz ao Príncipe Stepan Arkadievich Oblonsky "Stiva", um aristocrata moscovita e servidor civil que foi infiel a sua esposa Darya Alexandrovna "Dolly". Ela descobriu o relacionamento do Oblonsky com a preceptora (responsável pela educação das crianças) da família, e acompanhamos a reação da família, que entra em tumulto. Stiva é avisado pelo mordomo que a sua irmã, Anna Arkadievna Karenina, está vindo de São Petersburgo em visita.
Enquanto isso, o amigo de infância de Stiva, Konstantin Dmitrievich Levin "Kostia", chega em Moscou com a pretensão de pedir a mão da irmã de Dolly, a Princesa Katerina Alexandrovna Scherbatskaya "Kitty". Levin é um proprietário de terras apaixonado, inquieto e tímido que, ao contrário dos seus amigos de Moscou, gosta de passar boa parte do tempo morando no campo, e descobre que Kitty possui além dele ao Conde Alexey Kirillovich Vronsky, um oficial do exército, como pretendente.
Quando Stiva vai buscar a Anna na estacão de trem, ele encontra lá ao Conde Vronsky que está lá pela chegada de sua mãe, a Condessa Vronskaya, que viajou ao lado de Anna na mesma carruagem. Quando os familiares se reúnem, Vronsky vê a Anna pela primeira vez, enquanto recebem a notícia que um dos trabalhadores da estacão acidentalmente caiu na linha de trem e morreu. Anna interpreta expressa isso aos seus acompanhantes como um mau presságio e expressa sua tristeza ao deixar pela primeira vez ao seu filho Serguei "Seryozha" pela sua viagem, ao seu lado, Vronsky se sente encantado pela presença dela.
Na casa de Oblosky, Anna fala aberta e emocionadamente com Dolly sobre o caso do Stiva e a convence de que ele ainda a ama, apesar de sua infidelidade. Dolly se sente comovida com as palavras de Anna e decide perdoar ao Stiva.
Kitty, de apenas 18 anos, tem sua primeira experiência como debutante nos bailes, e se espera que ela encontre um cavalheiro como par na sua introdução a sociedade. O nome que surgia na sua mente era Vronsky, que tinha dado grande atenção a ela em recentes ocasiões, e por esse motivo ela esperava que ele dançasse com ela no baile que iria acontecer naquela noite. Mas antes do baile, Levin chega a casa dos Scherbatsky e propõe a Kitty em casamento, recebendo dela rejeição pela oferta. Ela faz isso acreditando estar apaixonada por Vronsky, e impulsionada pelas palavras de sua mãe que acredita que ele em breve vai a propor em casamento, ao contrário do seu pai, que prefere o Levin. Quando Kitty vê a Anna pela primeira vez, ela se impressiona com a beleza e personalidade de Anna, e assim como Vronsky, se encanta por ela.
No grande baile, Kitty fica a espera de algo definitivo de parte de Vronsky, mas ele termina bailando com Anna, deixando a Kitty em choque e com o coração partido. Ela percebe que Vronsky parece estar apaixonado por Anna e que ele não possui a menor intenção de se casar com ela, apesar de ter paquerado ela durante ocasiões anteriores. Em fato, ele considerava a garota apenas como divertimento e achava que ela pensava nele da mesma maneira. Anna, abalada pela sua reação nervosa ao baile com Vronsky, volta São Petersburgo e Vronsky por impulso se dirige ao mesmo trem. Durante a viagem, na mesma noite, os dois se encontram e Vronsky confessa seu amor por Anna. Ela o rejeita, apesar de estar profundamente tocada pela maneira que Vronsky está dando atenção a ela.
Levin, abalado pela rejeição que levou por parte de Kitty, volta ao campo, abandonando as suas esperanças de algum dia contrair matrimônio com ela e Anna retorna ao seu esposo, Alexei Alexandrovich Karenin, um oficial do governo, e ao seu filho Seryozha. Na chegada ela percebe que não considera o seu esposo atrativo, mas acha que ele é um bom homem.

### Parte 2
Os Scherbatskys consultam um doutor sobre a saúde de Kitty, que tem se mostrado enfraquecida desde ela foi rejeitada na noite do baile por Vronsky. Ele recomenda que ela viaje a um spa na Europa para se recuperar. Dolly diz a Kitty que entende o motivo pelo qual ela está sofrendo e diz que esse sofrimento é em vão. Kitty, humilhada por Vronsky e atormentada porque rejeitou a Levin, começa a contrariar as palavras da irmã e dize que nunca perdoaria um homem que a tivesse traído. Enquanto isso, Stiva visita a Levin no campo porque deseja vender parte de suas terras.
Em São Petersburgo, Anna começa a passar mais tempo com a Princesa Betsy, uma socialite progressista e prima do Conde Vronsky, que não deixou de buscar ocasiões para se achegar a Anna. Ainda que ela inicialmente o rejeita, ela vai sucumbindo lentamente a disposição do oficial durante os eventos sociais, e isso chama a atenção de Karenin. Ele acredita que os casais devem evitar brigar por ciúmes, e por isso diz que está apenas chamando atenção por ela ser motivo de fofocas, preocupado também com a imagem pública dele próprio, mas nesse momento sem suspeitar das atitudes de Anna.
Vronsky, um perspicaz cavaleiro, se inscreve numa corrida de obstáculos, mas antes de que ele pudesse concorrer, Anna conta a ele que ela está grávida de um filho dele. Durante a corrida ele pressiona muito a sua égua, Fru-Fru, causando instabilidade e fazendo com que o animal caia de costas. Anna, que estava na plateia, assim como seu esposo, não consegue conter sua aflição diante de todos, e Karenin lhe diz que essa reação lhe parece imprópria, que novamente pode gerar fofocas.
Kitty e sua mãe viajam pra um spa na Alemanha, na tentativa de recuperar a saúde da moça. Lá ela encontra a pietista Madame Stahl, e a virtuosa Varenka, sua filha adotiva. Influenciada por Varenka, Kitty se torna bastante piedosa, mas se decepciona quando descobre pelo seu pai que a Madame Stahl estava fingindo estar doente, e retorna a Moscou.

### Parte 3
Levin continua trabalhando no campo, com seus pensamentos no significado do espiritual e nos seus desafios diários no campo. Ele começa a combater a ideia da falsidade, pensando o que levaria ele a isso e criticando a falsidade que ele encontra em outras pessoas; também desenvolve ideias sobre como deve ser levada a agricultura, a relação entre o trabalhador rural, a terra e a cultura; e chega a conclusão de que as reformas rurais da Europa não dariam certo na Rússia por causas das condições únicas que se encontravam na cultura e personalidade do camponês russo.
Quando Levin visita Dolly, ela lhe faz perguntas, tratando de entender o que aconteceu entre ele e a sua irmã para assim explicar o comportamento de Kitty. Ele se sente agitado pela conversa sobre Kitty, e começa a gerar uma sensação de distância de Dolly quando percebe que o tratamento amável que Dolly dava aos filhos lhe parecia falso. Levin então decide se esquecer totalmente de Kitty, e começa a contemplar a ideia de se casar com uma camponesa, no entanto ao ver rapidamente a Kitty andando em sua carruagem faz Levin perceber que, apesar de tudo, ele ainda a ama. Enquanto isso, em São Petersburgo, Karenin se recusa a se separar de Anna e insiste na continuidade do relacionamento, ameaçando ficar com Seryozha caso ela persista no seu caso com Vronsky.

### Parte 4
Já que Anna e Vronsky continuavam se encontrando, Karenin decide buscar um advogado pra consultar sobre o divórcio. Naquela época, um divórcio só poderia acontecer na Rússia nesse caso se o pedido da parte inocente fosse confessado pela parte culpável, o que arruinaria a posição de Anna diante da sociedade e a impediria de se casar novamente, ou em caso de haver provas do adultério por parte de Anna. Karenin convence Anna a lhe entregar cartas escritas por Vronsky, mas quando as presenta ao advogado, ele afirma que aquela prova era insuficiente. Stiva e Dolly tratam de convencer a Karenin a desistir da ideia do divórcio.
Karenin muda de planos depois de escutar que Anna está a beira da morte durante o parto de sua filha, Annie. Ao lado da cama onde repousava Anna, Karenin chega a perdoar a Vronsky. Vronsky, envergonhado pela magnificência e bondade de Karenin, e vendo que Anna também enxergava bondade nas ações de seu esposo, faz uma tentativa falha de suicídio com sua arma. Quando Anna se recupera, ela não consegue mais viver com Karenin, apesar de sua bondade, seu perdão e seu carinho com Annie. No momento em que lhe contam que Vronsky está planejando partir a Tashkent ela se desespera. Na primeira oportunidade ela se reúne com Vronsky, e os dois fogem para a Europa, deixando ao seu filho Seryozha e a Karenin sem resposta ao pedido de divórcio.
Enquanto isso, Stiva consegue marcar um reencontro entre Levin e Kitty, que termina na reconciliação dos dois e no noivado.

### Parte 5
Depois de intensos preparativos, Levin e Kitty se casam e vão morar no campo, e ainda que se encontram felizes, eles passam por diversos períodos estressantes durante os três primeiros meses do casamento. Levin fica incomodado com a quantidade de tempo que Kitty passa com ele, e tenta voltar a passar mais tempo no campo. No momento em que o casamento vai se firmando e amadurecendo, lhe vem a Levin a notícia que o seu irmão mais velho, Nicolai, está morrendo. Kitty se oferece a acompanhar a Levin, e se mostra como uma grande companheira no cuidado de Nicolai. Vendo que ele tinha se saído muito melhor diante daquela situação com sua esposa do que estaria sem a companhia dela, o amor de Levin por Kitty cresce. E Kitty descobre que está grávida.
Na Europa, Anna e Vronsky encontram dificuldade em fazer amigos, enquanto Anna se sente feliz por passar mais tempo a sós com Vronsky, ele se sente sufocado pela presença continua dela, que em momentos anteriores foi clave de sua felicidade. Ele tenta passar o seu tempo como pintor, mas conhecendo outro russo em sua estadia na Itália que parecia pretensioso sobre a arte, ele se cansa daquela vida e volta com Anna a Rússia.
Em São Petersburgo, Anna e Vronsky se hospedam nos melhores hotéis, mas em quartos separados. Fica cada vez mais claro que ele continua capaz de se encaixar na sociedade russa, enquanto ela é excluída da mesma. Até a sua velha amiga, a Princesa Betsy, que também possui amantes, trata de fugir de sua companhia. Anna, na sua solidão, começa a ficar ansiosa sobre a possibilidade de Vronsky não a amar mais. Enquanto isso, Karenin é confortado pela Condessa Lidia Ivanovna, uma entusiasta da religiosidade e do misticismo que era tendência em parte da classe alta. Ela diz pra Karenin que ele deve evitar os contatos de Seryozha com sua mãe e por isso deve contar ao garoto que ela está morta. No entanto, o menino se recusa a acreditar que aquilo seja verdade. No aniversário de nove anos do garoto, Anna se aproveita de uma situação e fala com ele, mas Karenin a descobre.
Anna, desesperada por voltar a ter atenção que antes dispunha diante da sociedade, decide ir uma apresentação no teatro ao qual grande parte da sociedade assistiria; apesar dos pedidos de Vronsky para que ela não vá, ele não consegue explicar para ela o porque. No teatro, ela é amplamente repreendida por suas antigas amigas, uma das quais faz um escândalo com a presença de Anna no local e abandona o teatro. Anna fica devastada. Incapazes de encontrar espaço pra eles mesmo na cidade, eles decidem ir pra o campo.

### Parte 6
Dolly, a Princesa Scherbatskaya, e os filhos de Dolly passaram o verão com Levin e Kitty. Levin se sentia apreensivo naquela situação com a "invasão" dos Scherbatskys, mas a situação se agravou depois da chegada de Stiva com seu primo, Veslovsky. Levin sente ciúmes ao perceber que Veslovsky começa a flertar com Kitty, não consegue se controlar e expulsa Veslovsky da casa em uma cena constrangedora diante dos visitantes. Veslovsky vai imediatamente a casa de Vronsky, que estava em uma região próxima.
Dolly decide visitar Anna e ver como está a cunhada, e se da contra do incontestável contraste do estilo simples da vida de Levin quando comparada a vida altamente luxuosa que levava Vronsky. Ela não conseguia acompanhar o ritmo em que Anna troca de vestidos estilosos nem conseguia medir a dimensão dos gastos que Vronsky fazia num hospital que ele estava construindo. Além disso, era perceptível que a relação entre Anna e Vronsky não caminhava bem. Dolly via o comportamento agitado e inquieto de Anna e os constantes flertes que ocorriam entre Veslovsky e Anna. Vronsky pede a Dolly a que converse com Anna pra que ela aceite o pedido de divórcio de Karenin e assim os dois possam finalmente se casar e viver normalmente, mas Anna diz que Dolly não consegue entender a situação pela qual ela passa.
Anna começa a sentir ciúmes cada vez mais intensos de Vronsky, e não consegue sequer aguentar ficar longe dele por curtos momentos. Quando Vronsky viaja por alguns dias para as eleições provinciais, Anna se convence que ela deve se casar com ele pra impedir ele de abandoná-la. Depois de Anna escrever uma carta para Karenin, ela e Vronsky viajam pra Moscou.

### Parte 7
Ao visitar a casa dos Scherbatsky em Moscou, Levin rapidamente se acostuma a vida frenética, custosa e frívola da sociedade urbana. Ele acompanha Stiva a um clube de cavalheiros, onde os dois se encontram com Vronsky. Saindo de lá, Stiva convence Levin que visite a sua irmã Anna, que está ocupada na cidade cuidando de uma menina orfã inglesa. Levin se sente apreensivo sobre a visita, mas ao chegar lá, Anna facilmente o coloca sob o seu feitiço. Quando ele admite pra Kitty que ele visitou Anna, ela percebe suas expressões e o acusa de ter se apaixonado por Anna. Momentos depois o casal se reconcilia, mas percebendo que a vida em Moscou era negativa, principalmente pra Levin, eles decidem partir.
Anna não podia entender como ela conseguia encantar a homens como Levin, que tinha uma jovem esposa, mas não conseguia mais atrair a Vronsky. A relação dela com ele estava sobre constante tensão, porque ele se movia a vontade pela sociedade, enquanto ela permanecia excluída. Sua crescente amargura, seu tédio e seu ciúme foram causantes de diversas discussões em casal. Anna usava cada vez mais morfina pra dormir, um hábito que começou quando eles estavam no campo e foi cada vez mais se apossando dela. Já no campo, Kitty dá a luz ao um menino, que recebe o nome de Dmitri "Mitya", e o pai, Levin, fica aterrorizado pela figura do pequeno e indefeso bebê, e não sabe o que sente pelo menino.
Stiva visita Karenin pra tratar de convencê-lo a seguir em frente com o divórcio, mas as decisões de Karenin agora estão sendo governadas por um vidente recomendado por Lidia Ivanovna. O vidente aparentemente teve uma visão em sonho durante a visita de Stiva e dá a Karenin uma mensagem crítica, que é interpretada como uma negação ao pedido de Anna.
Anna fica cada vez mais ciumenta e irracional sobre Vronsky, e suspeita que ele tenha relações com outra mulher. Ela também possui receios de que ele vai aceitar a oferta de sua mãe de se casar com uma mulher rica da alta sociedade, que ela pensava saber quem era. Eles se enfrentam em um bate-boca e Anna acredita que a relação acabou. Ela começa a pensar que a única saída para o seu tormento é o suicídio. Em sua confusão mental e emocional, ela envia um telegrama a Vronsky pra que venha imediatamente a vê-la, enquanto ela faz uma visita a Dolly e a Kitty. Sem uma resposta rápida do mensageiro, a sua confusão e raiva aumentam e ela se joga na linha do trem entre carruagens em movimento, acontecimento paralelo ao evidenciado no começo da história.

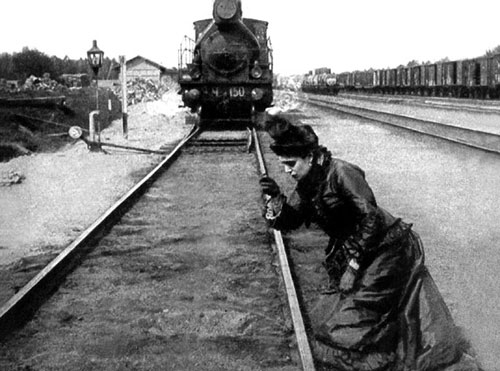
A atriz Mariya Guérmanova durante o filme Anna Karénina de 1914, dirigido por Vladimir Gardin

### Parte 8
O lançamento do livro do meio-irmão de Levin, Serguei Ivanovich, é ignorado por leitores e críticos e ele se junta, então, ao movimento Pan-eslavista, gerando discussões com Levin. Stiva recebe a notícia que Karenin decide cuidar do bebê da Anna e do Vronsky, Annie. Um grupo de voluntários russos, incluindo Vronsky, partem da Rússia para lutar ao lado dos sérvios na revolta contra o governo turco.
Durante uma tempestade no campo, Levin sai desesperado pra buscar a sua esposa e filho que estavam no bosque, lá ele percebe que ama tanto ao seu filho como a sua esposa. A família de Kitty fica preocupada que um homem altruísta como Levin não é um cristão, e ele se encontra numa nuvem de pensamentos sobre a existência de Deus que termina em sua conversão depois de uma discussão com um camponês, acreditando em tudo que lhe ensinaram sobre o cristianismo e deixando os questionamentos sobre sua fé. Ele percebe que nossas decisões devem estar baseadas na nossa fé, mas prefere não contar a Kitty sobre sua conversão porque se preocupa com a possibilidade de sua transformação plena. Mas percebe que apesar de sua fé em Deus, ele é humano e vai continuar cometendo erros. Seguindo então a fé em Cristo em se preocupar. 

## Temas
"Anna Karenina" retrata comumente os temas de hipocrisia, inveja, fé, fidelidade, família, casamento, sociedade, progresso, desejo carnal, paixão, e o contraste da vida no campo e a vida na cidade. A tradutora Rosemary Edmonds diz que Tolstói não moraliza explicitamente no texto, mas o deixa fluir naturalmente desde "o panorama russo de viver" e também afirma que a mensagem chave do livro é "ninguém pode construir sua felicidade sobre a dor de outro".
Levin é considerado um retrato semi-biográfico da crença e dos eventos da vida de Tolstói. O primeiro nome do escritor é Lev, e Levin é um derivado de Lev. De acordo com W. Gareth Jones, Levin propôs a Kitty em casamento da mesma maneira que o fez o escritor a Sofia Tolstói, e que do mesmo jeito que o personagem pede a sua noiva pra ler seu diário, o fez Tolstói com a sua noiva.

## Contexto Histórico

Poster do filme de 2012

Os eventos contidos no romance se passam durante as rápidas transformações resultadas das reformas liberais promovidas pelo imperador Alexandre II da Rússia, principalmente a Reforma Emancipadora de 1861, e também pelas reformas legais, reforma militar, a introdução do governo local eleito (Zemstvo), o grande desenvolvimento da indústria, a ascensão da nova elite em contraponto com a antiga aristocracia, uma maior liberdade da imprensa, a questão feminina, o movimento Pan-eslavista, etc. Essas e outras questões são debatidas acaloradamente pelos personagens do livro.
A estacão de trem de Obiralovka que aparece na penúltima parte do livro fica na hoje conhecida cidade de Jeleznodorojny, Oblast de Moscou, Rússia.

## Adaptações para o cinema
Esta história teve várias adaptações para o cinema, e entre as mais conhecidas estão:
- Anna Karenina (1915)[6], com Betty Nansen no papel-título
- Anna Karenina (1935), com Greta Garbo e Fredric March
- Anna Karenina (1948), com Vivien Leigh e Ralph Richardson
- Anna Karenina (1985), com Jacqueline Bisset e Christopher Reeve
- Anna Karenina (1997), com Sophie Marceau e Sean Bean
- Anna Karenina (2012), com Keira Knightley e Jude Law
- Anna Karenina (2013) com Vittoria Puccini, Santiago Cabrera e Benjamin Sadler